# جيف شميت (موسيقي)
جيف شميت (بالإنجليزية: Jeff Schmidt)‏ هو موسيقي أمريكي، ولد في 1968.